# زاتوره
زاتوره (به لهستانی:  Zatory) یک روستا در لهستان است که در گمینا زاتوره واقع شده‌است. زاتوره ۹۷۰ نفر جمعیت دارد.